# Inge Jonsson
Nils Inge Einar Jonsson, född 7 november 1928 i Adolf Fredriks församling i Stockholm, död 31 januari 2020 i Nacka distrikt i Stockholms län, var en svensk litteraturvetare och akademisk ledare.

## Biografi
Jonsson blev filosofie magister 1953 och filosofie licentiat 1958 vid Stockholms högskola. År 1961 disputerade han för filosofie doktorsgrad i litteraturhistoria och poetik vid Stockholms universitet på en avhandling om Emanuel Swedenborg. Han blev docent vid Stockholms universitet samma år och extra ordinarie forskare vid Statens humanistiska forskningsråd 1968. Åren 1973–1994 var han professor i litteraturvetenskap vid Stockholms universitet och under denna tid var han också dekanus för Historisk-filosofiska sektionen 1978–1984, prorektor 1984–1988 och rektor 1988–1994.
Inge Jonsson invaldes som ledamot av Kungliga Vitterhets Historie och Antikvitets Akademien 1976 och han var akademiens preses 1994–2003. Han invaldes 1976 som ledamot av Samfundet De Nio och var ordförande i samfundet från 1988. Han invaldes som ledamot av Vetenskapsakademien 1980, som ledamot av Académie européenne des sciences, des arts et des lettres 1988, som ledamot av Academia Europaea 1989, som ledamot av Det Norske Videnskaps-Akademi 1995 och som ledamot av Kungliga Krigsvetenskapsakademien 2004.
Jonsson var ledamot av Forskningsberedningen 1983–1985 och var sedan 1983 ordförande i Magnus Bergvalls stiftelse. Åren 1987–1988 var han huvudsekreterare i Humanistisk-samhällsvetenskapliga forskningsrådet. Han var ordförande i styrelserna för Institutet för social forskning 1988–1994, Stiftelsen Riksbankens Jubileumsfond 1992–1998, Militärhögskolan 1994–1996, Försvarshögskolan 1997–2003, Östersjöstiftelsen 1994–1999, Stiftelsen Bokförlaget Natur och Kultur 1995–1999, Stiftelsen Lars Hiertas minne 1995–2003 och aktiebolaget "Stockholm – Europas kulturhuvudstad 1998" 1997–1999. Åren 1997–2000 var han ledamot av styrelsen för Wenner-Gren-stiftelserna och sedan 2001 var han dess ordförande.
Inge Jonsson var 1953–1982 gift med professor Ritva Jacobsson och från 1990 till sin död gift med professor Kerstin Fredga. Han är begravd på Nacka norra kyrkogård.
År 2021 inrättade samfundet De nio Inge Jonssons pris till hans minne.

## Priser och utmärkelser
- 1963 – Warburgska priset
- 1973 – Axel Hirschs pris
- 1984 – Övralidspriset
- 1987 – Schückska priset
- 1995 – Kellgrenpriset
- 2005 – Svenska Akademiens Kungliga pris
- 2013 –  Medaljen Illis Quorum meruere labores i guld av 12:e storleken[8]